# Bob Mackie
Robert Gordon Mackie (nascido em 24 de março de 1939) é um estilista e figurinista americano, mais conhecido por vestir ícones do entretenimento como Lucille Ball, Carol Burnett, Diahann Carroll, Carol Channing, Cher, Bette Midler, Doris Day, Marlene Dietrich, Barbara Eden, Lola Falana, Farrah Fawcett, Judy Garland, Mitzi Gaynor, Liza Minnelli, Marilyn Monroe, Marie Osmond, Lynn Anderson, Diana Ross, Tina Turner, Julia Louis-Dreyfus, Barbra Streisand, e Dottie West entre outros. Ele foi o designer de moda de todos os artistas do The Carol Burnett Show durante todos os seus onze anos de duração. Por seu trabalho, Mackie recebeu nove Primetime Emmy Awards, um Tony Award, e três indicações ao Oscar de Melhor Figurino. Em abril de 2023, Mackie foi premiado com o inaugural Giving Us Life-time Achievement Award de RuPaul no final da 15ª temporada de RuPaul's Drag Race.

## Juventude
Mackie nasceu em 24 de março de 1939, em Monterey Park, Califórnia, filho de Charles Robert Mackie e Mildred Agnes (nascida Smith) Mackie. Seu pai trabalhava no Bank of America. Ele tem uma irmã mais velha.
Ele foi criado na primeira infância por seus avós maternos em Alhambra, Califórnia, porque seus pais se divorciaram. No ensino médio, ele se mudou para Rosemead, Califórnia, e morou com seu pai. Ele frequentou a Rosemead High School.
Mackie continuou seus estudos no Pasadena City College e estudou um ano no Chouinard Art Institute, mas saiu sem se formar em nenhuma das escolas. Em Chouinard, Mackie estudou com Eva Roberts, chefe do departamento de design de moda. Ele deixou Chouinard cedo porque conseguiu seu primeiro emprego desenhando para Frank Thompson na Paramount Studios. Entre 1960 e 1963, Mackie trabalhou como designer novato e assistente do designer Ray Aghayan na Paramount Studios.

## Carreira profissional

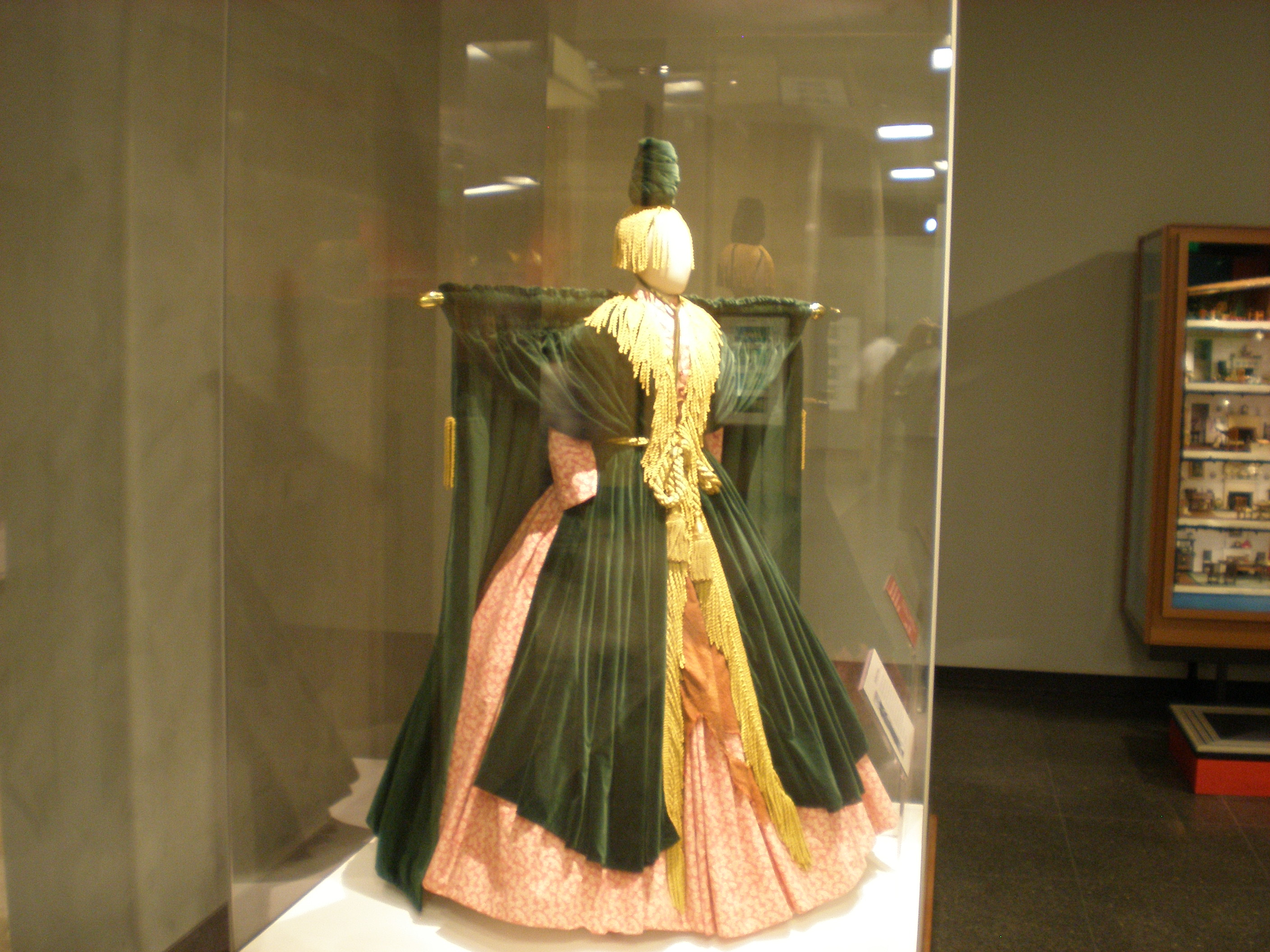
O vestido de cortina, usado por Carol Burnett em "Went with the Wind!" no The Carol Burnett Show, uma paródia de Gone with the Wind.

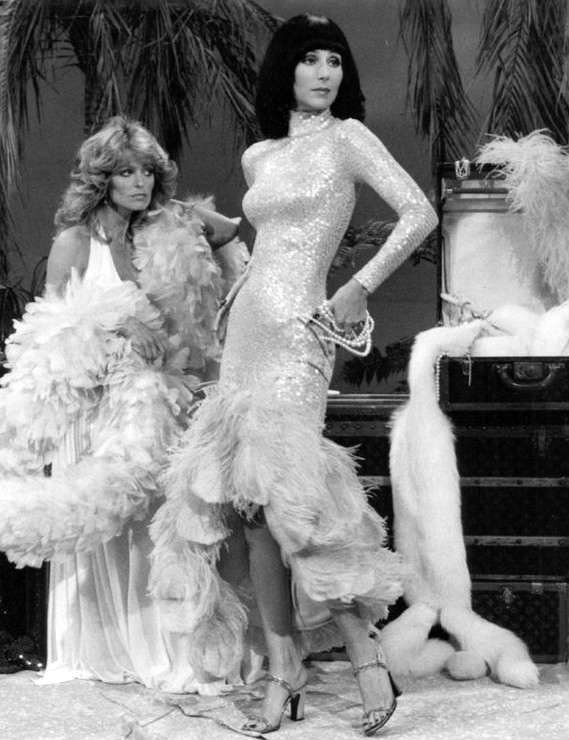
Bob Mackie designs para Cher e Farrah Fawcett no The Sonny & Cher Show (1976)

Em 1961, enquanto trabalhava nos estúdios Paramount, a figurinista Edith Head encontrou Mackie.
No início da carreira de Mackie, ele trabalhou como desenhista para o estilista francês Jean Louis, que é conhecido por confeccionar vestidos de palco usados pela atriz Marlene Dietrich durante sua carreira como cantora de cabaré. Como uma de suas primeiras tarefas, ele desenhou o esboço original do vestido de Marilyn Monroe usado em 1962 na festa de aniversário do presidente John F. Kennedy no Madison Square Garden, em Nova Iorque.
Em 1966, Mackie foi contratado por Mitzi Gaynor para projetar seu novo espetáculo no Riviera, em Las Vegas. Mitzi foi a primeira cliente famosa para quem Mackie projetou um show inteiro. Ele continuaria a projetar especiais de televisão e shows ao vivo de Mitzi pelos próximos 50 anos. Ele ganhou dois Emmy Awards de Melhor Realização em Figurinos para Variedades Musicais pelos especiais de TV de Mitzi "Mitzi...Roarin' in the Twenties" (1976) e "Mitzi...Zings Into Spring" (1977).
Em 1969, Mackie foi contratado para desenhar figurinos para Diana Ross, The Supremes, e The Temptations no especial de televisão GIT: On Broadway. Em 1972, ele e Aghayan foram indicados ao Oscar de melhor figurino por Lady Sings the Blues, estrelado por Diana Ross.  Mackie e Diana Ross continuaram seus esforços colaborativos até o século 21, com Mackie projetando figurinos para a turnê More Today Than Yesterday: The Greatest Hits Tour de 2010 de Ross.
Mackie desenhou figurinos para os shows burlescos baseados na Las Vegas Strip, Hallelujah Hollywood, que foi inspirado no Ziegfeld Follies e exibido no MGM Grand (agora Bally's Las Vegas) de 1974 a 1980, e Jubilee!, que durou de 1981 a 2016. Ambas as produções envolvem figurinos intrincados e elaborados e cenários grandiosos.
Imagens de muitos dos desenhos de Mackie para essas produções estão disponíveis na coleção "Showgirls" das Coleções Digitais das Bibliotecas UNLV. Ele criou os figurinos para Cher em Las Vegas Cher de 2008–11 na residência do Colosseum no Caesars Palace, bem como para seus shows “Classic Cher” de 2017 em Washington, D.C. e Las Vegas.
Duas das criações mais lembradas de Mackie tinham um aspecto humorístico. Enquanto trabalhava no The Carol Burnett Show, ele desenhou um "vestido de cortina" (completo com uma haste de cortina nos ombros) que Carol Burnett usou em Went with the Wind!, uma paródia de Gone with the Wind. Ele desenhou o conjunto exótico usado por Cher no Oscar de março de 1986: calças elásticas pretas, uma tanga enfeitada com joias, botas até o joelho, um top preto de arame e um enorme cocar moicano de penas que era uma vez e meia mais alto que sua cabeça. Apresentado por Jane Fonda com as palavras: "Espere para ver o que vai sair aqui". "Como você pode ver", disse Cher, "recebi meu livreto da Academia sobre como se vestir como uma atriz séria."
Mackie desenhou figurinos para Whitney Houston, especialmente vestidos de noite chamativos que ela usou por muitos anos durante turnês e premiações. Ele era frequentemente referido como "o sultão das lantejoulas" ou "o rajá dos strass", conhecido por seus figurinos brilhantes e imaginativos. Ele ganhou nove Emmy Awards por seus designs e foi indicado três vezes ao Oscar. Mackie disse: "Uma mulher que usa minhas roupas não tem medo de ser notada."
Em 1981, Mackie estrelou como ele mesmo em dois episódios da série de televisão The Love Boat. Em 2002, Mackie foi introduzido no Television Hall of Fame. Nos anos mais recentes, Mackie tem sido conhecido principalmente como figurinista do traje elaborado de Cher durante suas últimas turnês, incluindo sua última turnê Here We Go Again. Em 2019, Mackie ganhou o Tony Award de Melhor Figurino em Musical por seu trabalho em The Cher Show.
Mais recentemente, em 2020, os vestidos de Mackie foram apresentados e usados pela apresentadora de televisão Vanna White durante a semana de 27 de abril no game show sindicalizado Wheel of Fortune, como parte da homenagem à área da Baía de São Francisco.

## Vida pessoal
Em 14 de março de 1960, Mackie casou-se com LuLu Porter (nascida Marianne Wolford), cantora, atriz e mais tarde professora de atuação. O casal teve um filho, Robert Gordon Mackie Jr. (conhecido como "Robin"), no ano anterior. O casal se divorciou em 1963. Robin, maquiador, morreu em 1993, aos 33 anos, de uma doença relacionada à AIDS, falecendo antes de seus pais.
A partir de 1963, o parceiro de Mackie foi o figurinista Ray Aghayan, com quem Mackie trabalhou como assistente. Os dois trabalharam juntos durante a década de 1970, além de terem clientes separados. Eles permaneceram juntos até a morte de Aghayan em 2011.

## Na cultura popular
- Daffy Duck no episódio 9 da 2ª temporada do The Looney Tunes Show explica que ele está vestindo um macacão Bob Mackie em uma foto sua.[29]
- Bart Simpson no episódio 18 da 5ª temporada de Os Simpsons ("Burns' Heir") oferece a Milhouse Van Houten o blazer que ele está vestindo, afirmando que é um "original de Bob Mackie". Milhouse responde "Uau! Um Bob Mackie!" antes de recusar a oferta.[30]
- Mackie é um personagem do musical jukebox The Cher Show.
- Referenciado em GLOW da Netflix.[31]
- Referenciado no episódio 20 da 10ª temporada de Modern Family ("Can't Elope")
- Referenciado em AJ and the Queen da Netflix.
- Em Best in Show de Christopher Guest, ao ver o que seu rival está vestindo, o personagem de Michael McKean exclama: "Bob Mackie, onde você está quando precisamos de você?"[32]
- Em "Ode to Barbra Joan", episódio 20 da 1ª temporada de The Nanny, o pai de C.C. Babcock, Stuart, estraga a personagem principal Fran Fine, levando-a para comprar roupas de grife. Fran comenta: "Tudo o que eu disse foi que estava com vontade de comer um Big Mac e você me comprou um Bob Mackie!"[33]
- No episódio 6 da 5ª temporada de Girls da HBO, "The Panic in Central Park", a personagem Marnie Michaels experimenta um vestido vermelho colante e brilhante sem mangas e se refere a si mesma como uma "boneca Barbie Bob Mackie".[34]

## Prêmios e indicações

### Oscars
Os Oscars são concedidos anualmente pela Academia de Artes e Ciências Cinematográficas. Mackie recebeu 3 indicações.
| Ano  | Nomeações            | Categoria       | Resultado |
| ---- | -------------------- | --------------- | --------- |
| 1973 | Lady Sings the Blues | Melhor Figurino | Indicado  |
| 1976 | Funny Lady           | Melhor Figurino | Indicado  |
| 1982 | Pennies from Heaven  | Melhor Figurino | Indicado  |

### American Choreography Awards
O American Choreography Awards homenageou coreógrafos de destaque nas áreas de longa-metragem, televisão, videoclipes e comerciais. Mackie recebeu 1 prêmio honorário.
| Ano  | Nomeações | Categoria         | Resultado |
| ---- | --------- | ----------------- | --------- |
| 2001 | Ele mesmo | Prêmio Governador | Honrado   |

### Costume Designers Guild Awards
Os Costume Designers Guild Awards são concedidos anualmente pelo Costume Designers Guild para figurinistas de filmes, televisão e comerciais. Mackie recebeu 1 prêmio honorário.
| Ano  | Nomeações | Categoria                                               | Resultado |
| ---- | --------- | ------------------------------------------------------- | --------- |
| 1999 | Ele mesmo | Prêmio Disaronno de Realização de Carreira na Televisão | Honrado   |

### Emmy Awards
Os Emmy Awards são apresentados em um dos numerosos eventos ou competições anuais norte-americanas, cada um reconhecendo conquistas em um setor específico da indústria televisiva. Mackie recebeu 1 prêmio honorário e 9 prêmios competitivos em 32 indicações.
| Ano  | Nomeações                                         | Categoria                                                                             | Resultado |
| ---- | ------------------------------------------------- | ------------------------------------------------------------------------------------- | --------- |
| 1966 | Wonderful World of Burlesque II                   | Conquistas Individuais em Direção de Arte e Artesanatos Afins - Figurinos             | Indicado  |
| 1967 | Alice Through The Looking Glass                   | Conquistas Individuais em Direção de Arte e Artesanatos Afins - Figurinos             | Venceu    |
| 1969 | The Carol Burnett Show                            | Excelente desempenho individual nas artes visuais                                     | Indicado  |
| 1970 | Diana Ross and The Supremes and The Temptations   | Realização notável em figurino                                                        | Venceu    |
| 1972 | The Sonny & Cher Comedy Hour                      | Realização notável em figurino                                                        | Indicado  |
| 1974 | The Sonny & Cher Comedy Hour                      | Realização notável em figurino                                                        | Indicado  |
| 1975 | Cher                                              | Realização notável em figurino                                                        | Indicado  |
| 1976 | Cher                                              | Realização notável em figurinos para música - variedade                               | Indicado  |
| 1976 | Mitzi...Roarin' in the 20's                       | Realização notável em figurinos para música - variedade                               | Venceu    |
| 1977 | An Evening with Diana Ross The Big Event          | Realização notável em figurinos para música - variedade                               | Indicado  |
| 1977 | The Sonny & Cher Show                             | Realização notável em figurinos para música - variedade                               | Indicado  |
| 1978 | Mitzi...Zings Into Spring                         | Realização notável em figurinos para música - variedade                               | Venceu    |
| 1979 | Cher...And Other Fantasies                        | Melhor figurino para série limitada ou especial                                       | Indicado  |
| 1980 | Ann-Margret - Hollywood Movie Girls               | Melhor figurino para série limitada ou especial                                       | Indicado  |
| 1983 | Mama's Family                                     | Excelente figurino para uma série                                                     | Indicado  |
| 1984 | Mama's Family                                     | Excelente figurino para uma série                                                     | Venceu    |
| 1986 | Neil Diamond...Hello Again                        | Excelente figurino para um programa de variedades ou música                           | Indicado  |
| 1987 | Mama's Family                                     | Realização notável para figurinos em uma série                                        | Indicado  |
| 1987 | Fresno                                            | Realização notável para figurino em uma minissérie                                    | Indicado  |
| 1988 | The 60th Annual Academy Awards                    | Realização Individual Extraordinária - Eventos Especiais                              | Indicado  |
| 1990 | Julie and Carol: Together Again                   | Excelente figurino para um programa de variedades ou música                           | Indicado  |
| 1991 | Cher At The Mirage                                | Excelente figurino para um programa de variedades ou música                           | Indicado  |
| 1991 | Carol & Company                                   | Excelente figurino para um programa de variedades ou música                           | Venceu    |
| 1992 | The Carol Burnett Show                            | Excelente desempenho individual em figurinos para um programa de variedades ou música | Indicado  |
| 1993 | The Carol Burnett Show: A Reunion                 | Excelente desempenho individual em figurinos para um programa de variedades ou música | Indicado  |
| 1994 | Gypsy                                             | Excelente desempenho individual em figurinos para um programa de variedades ou música | Indicado  |
| 1995 | Men, Movies And Carol                             | Excelente desempenho individual em figurinos para um programa de variedades ou música | Venceu    |
| 1997 | Mrs. Santa Claus                                  | Melhor figurino para minissérie ou especial                                           | Indicado  |
| 1998 | Blue Suede Shoes - Ballet Rocks!                  | Excelente figurino para um programa de variedades ou música                           | Indicado  |
| 2000 | Cher: Live In Concert - From The MGM Grand In Las | Figurinos excelentes para um programa de variedades ou música                         | Venceu    |
| 2002 | Ele mesmo                                         | Television Hall of Fame                                                               | Honrado   |
| 2003 | Cher - The Farewell Tour                          | Figurinos excelentes para um programa de variedades ou música                         | Venceu    |
| 2006 | Once Upon A Mattress                              | Figurinos de destaque para minissérie, filme ou especial                              | Indicado  |

### RuPaul's Drag Race Awards
RuPaul's Drag Race é um reality show apresentado pela drag queen americana RuPaul. O programa destaca e celebra periodicamente ícones da cultura pop que influenciaram a cultura LGBTQIA+ ao longo dos anos com o "Giving Us Life-time Achievement Award". Mackie recebeu um prêmio honorário.
| Ano  | Nomeações | Categoria                             | Resultado |
| ---- | --------- | ------------------------------------- | --------- |
| 2023 | Ele mesmo | Giving Us Life-time Achievement Award | Honrado   |

### Tony Awards
Os Tony Awards são apresentados anualmente pela American Theatre Wing e pela The Broadway League. Mackie recebeu 1 prêmio de 1 indicação.
| Ano  | Nomeações     | Categoria                  | Resultado |
| ---- | ------------- | -------------------------- | --------- |
| 2019 | The Cher Show | Melhor Figurino em Musical | Venceu    |

### TV Land Awards
O TV Land Award geralmente comemora programas que já estão fora do ar, e não em produção atual. Mackie recebeu 1 prêmio honorário.
| Ano  | Nomeações              | Categoria    | Resultado |
| ---- | ---------------------- | ------------ | --------- |
| 2005 | The Carol Burnett Show | Legend Award | Honrado   |